# Kirigami
Kirigami (jap. 切り紙 kiri-gami; cięty papier, nadawanie kształtu przedmiotom tworzonym z papieru poprzez nacinanie w trakcie jego składania) – odmiana origami jako sztuka tworzenia z papieru. 

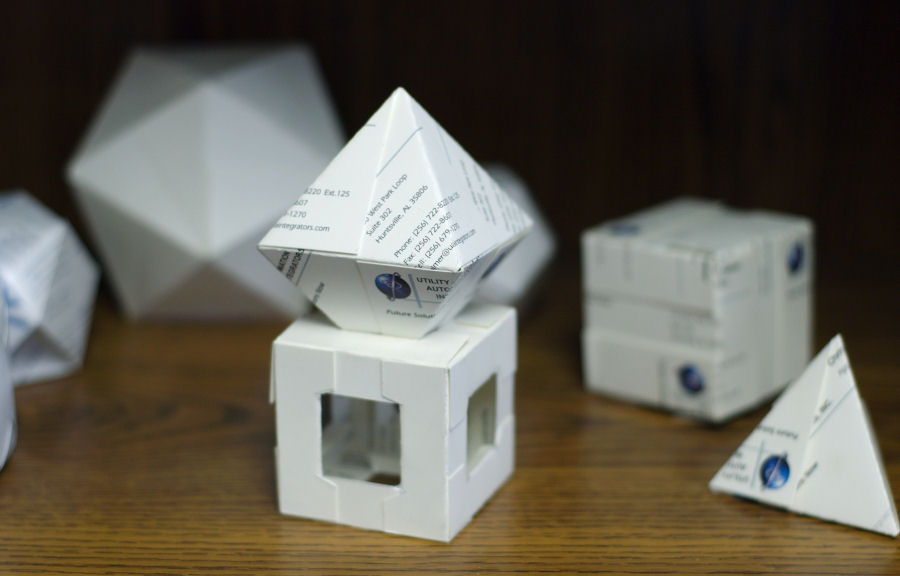
Kirigami z wizytówek

Kirigami, katedra św. Pawła

Główną różnicą pomiędzy origami i kirigami jest to, że origami powstaje wyłącznie poprzez składanie papieru, podczas gdy w kirigami zarówno składa się papier, jak i go tnie (z jap. kiru – ciąć, kami – papier). 
Także:
- kirigami-zaiku – wycinanki[1];
- kiri-e – sztuka wycinanych obrazów;
- kamikiri – wycinanki sylwetek[2]